# Shulamit Bat-Dori

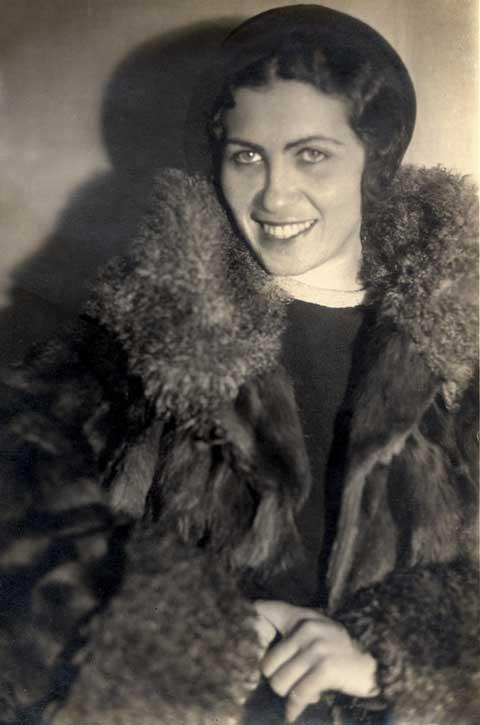
Shulamit Bat-Dori (1930)

 Shulamit „Mita“ Bat-Dori  (eigentlich: Shulamit Gutgeld, hebräisch שולמית „מיתָה“ בת-דורי גוּטגֶלד; geboren 7. Dezember 1904 in Warschau, Russisches Reich; gestorben 15. Februar 1985 in Tel Aviv) war eine Regisseurin, Dramaturgin und Theaterschauspielerin.
Bat-Dori wirkte 1982 in Deutschland im Dokumentarfilm Anou Banou oder Die Töchter der Utopie mit.